# Dovrefjell
Dovrefjell is een bergplateau in de Noorse provincie Oppland. De hoogste top is Snøhetta (2286 meter). De autoweg E6 loopt dwars over het plateau.
Vanaf 1911 werden delen van het plateau aangewezen als nationaal park. Vanaf ongeveer 2003 is bijna het hele gebied nationaal park. In het park leven onder andere muskusossen en rendieren, en er groeien zeldzame planten.
Hier zijn ook:
- Nationaal park Dovrefjell-Sunndalsfjella, 2002.
- Nationaal park Dovre, 2003.
- Nationaal park Rondane